# Chironomus pictiventris
Chironomus pictiventris är en tvåvingeart som först beskrevs av Jean-Jacques Kieffer 1910.  Chironomus pictiventris ingår i släktet Chironomus och familjen fjädermyggor. Inga underarter finns listade i Catalogue of Life.